# Inmigración rusa en Chile
Los rusos en Chile forman una parte menor de la diáspora rusa y un pequeño grupo en comparación con otros grupos de inmigrantes en el territorio chileno.

## Historia
Los primeros rusos llegaron a Chile a principios del siglo XIX en varias expediciones navales de la Armada Imperial Rusa que circunnavegaban el globo, entre ellas las lideradas por Otto von Kotzebue (1815), Vasily                     Golovnin (1817) y Fiódor Lütke (1826), y como es lógico, no se les considera inmigrantes pues solo tuvieron un paso temporal. 
Los primeros inmigrantes rusos arribaron en 1854. Entre ellos había navegantes y comerciantes, así como profesionales médicos como Alexei Sherbakov, que sirvió como cirujano en la Armada de Chile durante la Guerra del Pacífico. En el período entre la Primera y Segunda Guerra Mundial, llegó al país un pequeño grupo de emigrados "blancos" (antibolcheviques), escapando de la Revolución rusa. En los años 1950, su número se incrementó con la llegada de rusos de Harbin. En 1954 la comunidad ortodoxa rusa fundó un cementerio en el sector de Bajos de Mena, en la comuna de Puente Alto, para proporcionar un espacio separado para entierros para la comunidad.
Desde 2010, el tamaño total de la comunidad de inmigrantes rusos en Chile fue estimado en aproximadamente 1300 individuos por la embajada rusa local. Las motivaciones para la migración reciente incluyen oportunidades de pequeños negocios, la facilidad de adquirir hipotecas para comprar viviendas, así como el clima. Trabajan como profesores en instituciones educativas, así como en empresas chilenas exportadoras de comida. Las asociaciones comunitarias que han fundado incluyen la Corporación Cultural Aleksander Pushkin, que cuenta con 95 miembros, incluyendo a 70 que no son rusos. Trabajan para diseminar información sobre la cultura y vida rusas.

## Religión
Los rusos, junto con ucranianos y griegos, fueron los primeros inmigrantes de la religión ortodoxa en venir a Chile. En los años 1920, Eleodoro Antipov fundó la primera capilla Ortodoxa, la Iglesia de la Santísima Trinidad, en el barrio Patronato; el padre Nicolás Kashnikoff también creó la capilla de Nuestra Señora de Kazán, en Ñuñoa, que fue asumido más tarde por el padre Vladimir Uliantzeff. Hay más de 70.000 creyentes ortodoxos en Chile la mayoría de origen ruso, griego y ucraniano, además de 15 iglesias Ortodoxas y capillas, en su mayoría bajo la autoridad del Patriarca de Antioquía.
Asimismo, varios de los rusos que llegaron a Chile eran de origen judío asquenazí.